# Вишньовка (Каргапольський район)
Вишньо́вка (рос. Вишнёвка) — присілок у складі Каргапольського району Курганської області, Росія. Входить до складу Зауральської сільської ради.
Населення — 35 осіб (2010, 94 у 2002).
Національний склад населення станом на 2002 рік: росіяни — 83 %.